# وريد حول السرة
أوردة حول السرّة (بالإنجليزية: Paraumbilical vein)‏ هي أوردة تتواجد على طول مسار الرباط المدور في الكبد، والرباط السري الناصف. تقوم هذه الأوردة بإنشاء تفاغرات بين أوردة الجدار البطني الأمامي، ووريد الباب، والأوردة الخثلية، والأوردة الحرقفية.
المميز في هذه الأوردة أنها تبدأ عند السرة وتعبر للأعلى وللأسفل، على سطح الرباط المدور في الكبد بين طبقات الرباط المنجلي في الكبد، حتى تنتهي في وريد الباب الأيسر.

## الفيزيولوجيا المرضية
تتسع أوردة حول السرة عند مرضى فرط ضغط الدم البابي، وذلك لتقوم بتخفيف الضغط الموجود في وريد الباب عن طريق تحويل الدم إلى الوريد الشرسوفي السفلي. تسمى هذه العلامة التي يتضح فيها اتساع الأوردة حول السرة برأس المدوسة كنتيجة للتفاغر البابي الأجوفي.

## وصلات خارجية
- Paraumbilical+veins في قاموس إي ميديسين

- أطلس تشريح جامعة ميشيغان abdo_wall76 - "التصريف الوريدي للجدار البطني الأمامي"